# Tejn Kirke
Tejn Kirke ligger i Tejn, ca. 4 km SØ for Allinge (Region Hovedstaden).

## Eksterne kilder og henvisninger
- Tejn Kirke hos KortTilKirken.dk